# La Stripteaseuse effarouchée
Pour plus de détails, voir Fiche technique et Distribution.
La Stripteaseuse effarouchée (Girl Happy) est un film américain réalisé par Boris Sagal, sorti en 1966.

## Synopsis
Un chanteur de rock se retrouve contraint de chaperonner un groupe de collégiennes pendant leur première sortie sans leurs parents. Parmi elles, la fille de son patron. Tout cela, pendant le fameux Springbreak...

## Fiche technique
- Titre original : Girl Happy
- Réalisateur : Boris Sagal
- Producteur : Joe Pasternak
- Scénario : Harvey Bullock et R.S. Allen
- Photographie : Philip H. Lathrop
- Musique : Franklin Milton
- Montage : Rita Roland
- Société de production : Metro-Goldwyn-Mayer
- Distribution : MGM
- Langue : anglais
- Pays d'origine : États-Unis
- Format : Couleurs (Metrocolor) - 35 mm - Mono
- Genre : Comédie et film musical
- Durée : 96 minutes
- Dates de sortie :
  - États-Unis : 7 avril 1965
  - France : 10 août 1966

## Distribution
- Elvis Presley : Rusty Wells
- Shelley Fabares : Valerie
- Harold J. Stone : Big Frank
- Gary Crosby (VF : Claude Mercutio) : Andy
- Joby Baker : Wilbur
- Jimmy Hawkins (en) : Doc
- Nita Talbot : Sunny Daze
- Mary Ann Mobley : Deena
- Jackie Coogan : Sergent Benson
- John Fiedler : Mr Penchill
- Chris Noel : Betsy